# پادشاهی هخامنشی
پادشاهی هخامنشی یک پادشاهی تحت حکومت خاندان هخامنشی و پیش از بنیان‌گذاری شاهنشاهی هخامنشی در ایران باستان بود. دودمان هخامنشی پارس و انشان را زیر فرمان خود داشتند و بیش از یک سده بر آن حکومت کردند. پس از آن، با ظهور کوروش بزرگ و جانشینانش و فتح پادشاهی ماد، پادشاهی لیدی، امپراتوری بابل نو، مصر، آسیای میانه، شام و شمال هند، این پادشاهی تبدیل به یک شاهنشاهی بزرگ شد که تقریباً بر تمام جهان متمدن آن روزگار را گسترده بود.
نخستین شاه و نیای این دودمان هخامنش نام داشت که نام خود را بر روی این دودمان به یادگار گذاشت. بر اساس تاریخ‌نگاری سنتی هخامنشیان، چیش‌پیش، فرزند او، به جای پدرش بر تخت نشست. چیش‌پیش پادشاهی خود را به دو بخش پارس و انشان تقسیم کرد که پارس سهم آریارمنه شد و کوروش یکم تاج پادشاهی انشان را بر سر گذاشت.

## خاندان
کوروش بزرگ، در استوانه خود، خود را یکی از نوادگان چیش‌پیش معرفی می‌کند. با این حال در این نبشته، اشاره‌ای به هخامنش دیده نمی‌شود:
منم کوروش، شاه جهان، شاه بزرگ، شاه نیرومند، شاه بابل، شاه سومر و اَکد، شاه چهارگوشهٔ جهان؛ پسر کمبوجیه، شاه بزرگ، شاه شهر انشان، نوهٔ کوروش، شاه بزرگ، شاه شهر انشان، نوادهٔ چیش‌پش، شاه بزرگ، شاه شهر انشان، از دودمان جاودانهٔ پادشاهی که خدایان بِل و نَبو فرمانرواییش را دوست می‌دارند و پادشاهیِ او را با دلی شاد یاد می‌کنند.— کوروش بزرگ، برگرفته از استوانه کوروش
با این حال، در سنگ‌نبشته بیستون، داریوش بزرگ هخامنش را پدر چیش‌پیش معرفی می‌کند:
پدر من ویشتاسب، پدر ویشتاسب آرشامه، پدر آرشامه آریارمنه، پدر آریارمنه چیش‌پیش و پدر چیش‌پیش هخامنش بود.— داریوش بزرگ، برگرفته از سنگ‌نبشته بیستون
داریوش می‌گوید هشت هخامنشی پیش از او شاه بوده‌اند:
بدین جهت ما هخامنشی خوانده می‌شویم [که] از دیرگاهان اصیل هستیم. از دیرگاهان خاندان ما شاهان بودند.
۸ [تن] از نیاکان من شاه بودند. من نهمین [هستم]. ما ۹ [تن] پشت اندر پشت (در دو شاخه) شاه هستیم.— داریوش بزرگ، برگفته از سنگ‌نبشته بیستون
ویشتاسپ پدر داریوش، ساتراپ بلخ بود. با این حساب، احتمالاً این هشت‌تن را باید این‌گونه برشمرد: هخامنش، چیش‌پیش، آریارمنه، کوروش یکم، کمبوجیه یکم، آرشام، کوروش دوم، کمبوجیه دوم.
هخامنش برای یونانیان نیز شناخته شده بود. افلاطون، فیلسوف مشهور یونانی، او را پسر پرسئوس (که یونانیان عقیده داشتند نیای پارسیان است) و نوه زئوس، خدای بزرگ یونانیان، معرفی می‌کند. نام شاهان دوران کلاسیک هخامنشیان در تاریخ هرودوت نیز دیده می‌شود: داریوش، ویشتاسپ، آرشام، آریارمنه و چیش‌پیش از شاخه نخست، و کوروش، کمبوجیه، چیش‌پیش و هخامنش از شاخه دوم.

## تاریخ
مشخص نیست که نخستین عضو این سلسله، هخامنش، یک شخصیت اسطوره‌ای یا یک پادشاه واقعی بوده‌است. با این‌حال چه تاریخی و چه اسطوره‌ای، خاندان هخامنشی او را پدر چیش‌پیش می‌شناختند که نام خود را نیز بر روی این دودمان به یادگار گذاشت. ظاهراً پادشاهی هخامنشی را چیش‌پیش بین پسرانش، آریارمنه و کوروش یکم تقسیم کرد. از آن پس این سلسله دو قسمت داشت، فرزندان آریارمنه پادشاهان پارس بودند و فرزندان کوروش یکم پادشاهان انشان بودند.
کمبوجیه یکم، پسر کوروش یکم و پدر کوروش بزرگ، با خراج‌گذاری برای ایشتوویگو، پادشاه ماد، سلطنت کرد و با ماندانا، دختر ایشتوویگو ازدواج کرد. اما به زودی کمبوجیه علیه ایشتوویگو شورش کرد. با این‌حال کمبوجیه در شورش کشته شد و ادامه شورش را پسرش، کوروش بزرگ، با فتح قلمرو پدربزرگش و خیزش علیه ماد و تأسیس شاهنشاهی هخامنشی را ادامه داد.

## فهرست شاهان پادشاهی هخامنشی
| نگاره                                 | نام                                   | خویشاوندی                             | سلطنت                                 | یادداشت                                                                 |
| دودمان هخامنشی (۷۰۵–۵۵۹ پیش از میلاد) | دودمان هخامنشی (۷۰۵–۵۵۹ پیش از میلاد) | دودمان هخامنشی (۷۰۵–۵۵۹ پیش از میلاد) | دودمان هخامنشی (۷۰۵–۵۵۹ پیش از میلاد) | دودمان هخامنشی (۷۰۵–۵۵۹ پیش از میلاد)                                   |
| ------------------------------------- | ------------------------------------- | ------------------------------------- | ------------------------------------- | ----------------------------------------------------------------------- |
|                                       | هخامنش                                | نیای دودمان                           | حدود ۷۰۵–۶۵۰ پ.م (؟)                  | او نخستین پادشاه هخامنشی بود که این دولت را بنیان گذاشت.                |
|                                       | چیش‌پیش                                | فرزند هخامنش                          | حدود ۶۵۰–۶۲۵ پ.م                      | او پادشاهی را میان دو فرزندش تقسیم کرد.                                 |
|                                       | کوروش یکم                             | فرزند چیش‌پیش                          | حدود ۶۲۵–۵۸۰ پ.م                      |                                                                         |
|                                       | کمبوجیه یکم                           | فرزند کوروش یکم و پدر کوروش بزرگ      | حدود ۵۸۰–۵۵۹ پ.م                      | او در جنگ با ایشتوویگو کشته شد.                                         |
|                                       | کوروش دوم                             | فرزند کمبوجیه یکم                     | حدود ۵۵۹–۵۳۰ پ.م                      | او پادشاهی را از پدرش به ارث برد و آن را به شاهنشاهی هخامنشی تبدیل کرد. |

## میراث

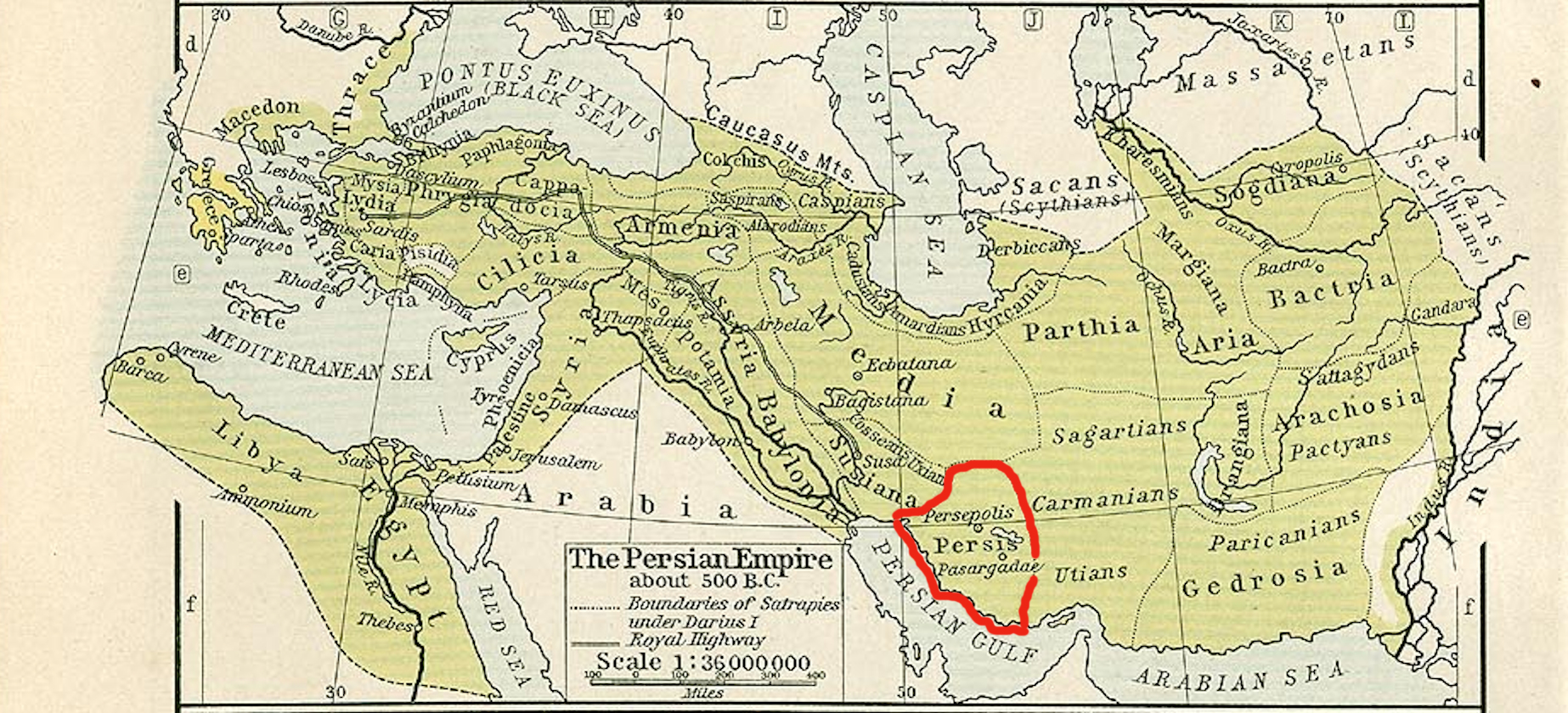
قلمرو پادشاهی هخامنشی در مقایسه با شاهنشاهی هخامنشی

دودمان هخامنشی که روزگاری یک پادشاهی محلی در پارس بود، مقدر بود تا پیش از دو قرن بر تقریباً همه جهان متمدن آن دوران فرمان براند. این پادشاهی با فتوحات کوروش بزرگ، کمبوجیه دوم و داریوش بزرگ، به بزرگ‌ترین دولت تاریخ تا به آن روز تبدیل شد.